# Rudolph Sophus Bergh

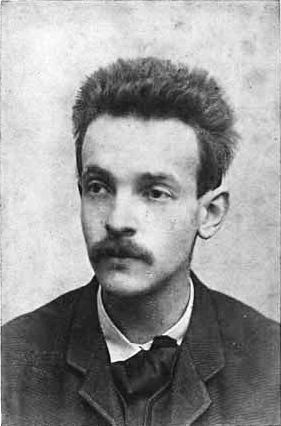
Rudolph Sophus Bergh

Rudolph Sophus Bergh (* 22. September 1859 in Kopenhagen; † 7. Dezember 1924 in Davos) war ein dänischer Komponist.
Der Schüler von Heinrich von Herzogenberg und Heinrich van Eyken verbrachte die längste Zeit seines Lebens in Deutschland. Bis 1919 lebte er in Berlin und Godesberg. Nach seiner Rückkehr nach Kopenhagen wurde er 1922 Vorstandsmitglied des Direktoriums des Konservatoriums.
Bergh komponierte ein Requiem für Werther für Chor, Altsolo und Orchester, Geister der Windstille für Chor, Alt- und Tenorsolo und Orchester, eine Tragische Sinfonie, ein Streichquartett, eine Violinsonate, Chorwerke und zahlreiche Lieder.